# 파푸아나팔귀박쥐
파푸아나팔귀박쥐(Phoniscus papuensis)는 애기박쥐과에 속하는 박쥐의 일종이다. 파푸아뉴기니와 오스트레일리아에서 발견되며, 특히 오스트레일리아 동부 해안을 따라 흩어져 분포한다. 희귀종으로 간주되기도 하며, 오스트레일리아에서 멸종위기종으로 등록되어 있다.